# 반디 (음악 그룹)
반디는 대한민국의 음악 그룹이다. 2018년 1집 앨범 [플라스틱 아일랜드]로 데뷔했다.

## 음반
- 플라스틱 아일랜드 (Plastic Island) (2018)
- 한우가 (북천이맑다커늘) (2019)
- 남겨진 발자국 (2021)

## 공연
- VANDI 정규 1집 발매 기념 콘서트 (2019)
- 우주정거장 : 전통의 축소 (2019)
- 반디(VANDI) "Plastic Island" (2020)